# Слани
Сла́ни (чеш. Slaný, нем. Schlan) — бывший королевский город в районе Кладно Среднечешского края Чехии.
Расположен в 29 км северо-западнее Праги у подножия Сланской горы. Включает административные части: Слани, Благотице, Долин, Квиц, Квичек, Лотоуш, Нетовице, Отруби, Трпомехи и Желевчице.

## История
Город получил своё название от речки Слани (Солёной), текущей из источника у подножья Сланской горы, в окрестностях которой были обнаружены залежи соли.
Согласно летописи Слани были основаны около 750 года князем Некланом. В начале XIV-го века король Вацлав II предоставил посёлку Слани королевские городские привилегии. В 1348 году в городе произошло землетрясение. После 1358 года, король Карлом IV. приказал заложить виноградники в Праге, также виноградники в Сланах были расширены. Они располагались на склонах Сланской горы или на склонах Гайе. В 1371 году город пострадал от разрушительного пожара, сразу после него начинается восстановление, в том числе строиться новое здание приходской готической церкви св. Готард.
Вскоре после начала гуситских бунтов в 1419 г., в город прибыли священники-реформисты. Сланы даже входили в число так называемых шести избранных гуситских городов, которые должны были быть спасены при грядущем конце света, ожидаемом радикальными проповедниками. В мае 1420 г. произошел перелом, когда город был занят войсками Сигизмунда и его даже посетил сам монарх, выступивший против сторонников гуситов. Однако в марте 1421 г. горожане вновь открыли ворота гуситской армии и вошли в состав Пражского городского союза. Они оставались в нем до завоевания и разграбления города войсками более радикального Таборского союза под руководством Яна Рогача из Дубы в апреле 1425 года, частью которого они затем стали еще на десять лет. После поражения таборитов в битве при Липанах в 1434 году город уступил правлению феодального единства и в 1436 году принял Сигизмунда королем. Слани продолжал принадлежать к умеренному течению утракистов, в 1452 году он поддержал избрание Иржи из Подебрада провинциальным администратором. Затем король Подебрад Георгий дал городу множество привилегий.
Город принимал участие в восстании против монарха в 1618 году, когда здесь жила семья непокорного короля Фридриха Фальки, а также в восстании 1648 году.
Бернард Игнак Мартиницкий (Bernard Ignác Jan z Martinic) придал городу барочный характер. В 1655 году он основал францисканский монастырь рядом с ренессансной кладбищенской церковью Святой Троицы за городскими стенами и построил часовню Лорето. В 1658 году он основал прямо на главной площади общежитие пиаристов, которое давало образование на уровне средней школы, и построил здание № 1 под названием Мартиницкий двор для помещичьей администрации имения. В 1662 г. он приказал воздвигнуть на Сланской горе три креста в знак Голгофы, а в 1665 г. построил часовню Гроба Господня, старейшую в Чехии.

## Транспорт
Город Сланы находится на железнодорожной линии 110 Кралупы-над-Влтавой-Лоуны. Это однопутная национальная трасса, изначально называвшаяся железной дорогой Прага-Дух.
U Slaného — небольшой внутренний аэропорт, используемый в основном для рекреационных рейсов. Он находится в ведении Aeroklub Slaný.

## Культура
Краеведческий музей с 1885 года дйствует в городе, разместился в бывшем пиаристском общежитии на площади Масарика.
Библиотека Вацлава Штеха, основанная в 1897 году Вацлавом Штехом, который в то время был учителем в Сланах, позже редактором, писателем, драматургом и директором Муниципального театра в Краловских Виноградах (сегодня Виноградский театр) также находится в том же здании.

## Достопримечательности
Музей солонок и перечниц находиться в инфоцентре (Pod Velvarskou branou Velvarská 136/1). Музей основан 1 апреля 2011 года. Соль – неотъемлемая часть истории Сланы. Более 700 экземпляров в коллекции со всего мира, в основном пополняется туристами.
Районный дом двухэтажное угловое здание в стиле неоренессанс 1902 года. Автором проекта Jan Vejrych. Здание стало первой постройкой в городе с собственным водопроводом. До 1918 года в доме находилась канцелярия губернатора Сланского района. После образования Чехословакии здесь располагалось районное управление Политического округа Сланы, а затем такое же управление одноименного административного округа. В конце XX века Чешская почта. В настоящее время здание используется минимально, за исключением нескольких помещений.
Часовня Гроба Господня в просторечии также известный как Божак, представляет собой имитацию центральной части базилики Гроба Господня в Иерусалиме. Часовня, построенная в 1665 году.
Костел Святого Готарда  первоначально на месте романской базилики была построена деканская церковь св. Готард.   На старом фундаменте также были построены пресвитерий и ризница. Пресвитерия застеклена сетчатым сводом, украшенным в начале XVI века картинами Благословляющего Христа и евангелистов. В западном портале также сохранились оригинальные позднеготические двери начала XVI века.
Церковь Святой Троицы основана в 1581-1602 годах как кладбищенская городская церковь. Часовня была построена графом Бернаром Игнаком Мартиницким после возвращения из паломничества в Лорето в 1657 году. Ее стены украшены циклом сцен из жизни Девы Марии. Первоначально францисканский, ныне монастырь кармелитов, он был одним из признаков восстановления региона, опустошенного Тридцатилетней войной, когда он был основан в 1655 году. Женский монастырь действующий с 1993 года.
Синагога В мае 1864 г. еврейская община получила разрешение на строительство, и уже в 1865 г. здание было сдано в эксплуатацию. Это двухэтажное здание, выполненное в модном тогда так называемом мавританском стиле. Церемонии проходили в синагоге до Второй мировой войны. В 1942 г. конфискованные богослужебные предметы (свитки Торы, молитвенники, ткани и др.) были вывезены в Центральный еврейский музей войны в Праге. С 1958 г. синагога числится в списке памятников культуры, в 1961 г. она перешла в собственность государства, в 1965 г. служила складом, позднее здесь были квартиры. С 1974 года здание служило филиалом Государственного окружного архива в Кладно. С 2017 года здесь работает Чешская полицейская служба.
Самое старое упоминание о еврейском поселении Сланы относится к первой половине XIV века, когда «еврей из Сланы» упоминается как владелец дома на улице Валентинска (Valentinské) в Старом городе Праги. Евреям не разрешалось ночевать в городе. Евреям было разрешено постоянно и без ограничений поселиться в королевском городе Сланы только после революционного 1848 года. Уже в 1861 году было основано религиозное объединение (Israelitische Cultusverein Schlan), позже преобразованное в полноценную еврейскую религиозную общину (Israelitische Cultusgemeinde Schlan). 8 февраля начинается строительство синагоги, которая торжественно открыта менее чем через год, в 1865 г. Она расположена примерно в 100 метрах к северо-востоку от площади Масарика на улице Фричовой. Он был построен по проекту Сланского архитектора Франтишека Штеха в мавританском стиле с неороманскими элементами и таким образом заменил и без того неудовлетворительный предыдущий молитвенный дом израильской религиозной общины в гостинице «У Темплу» на улице Кинскего.

## Галерея

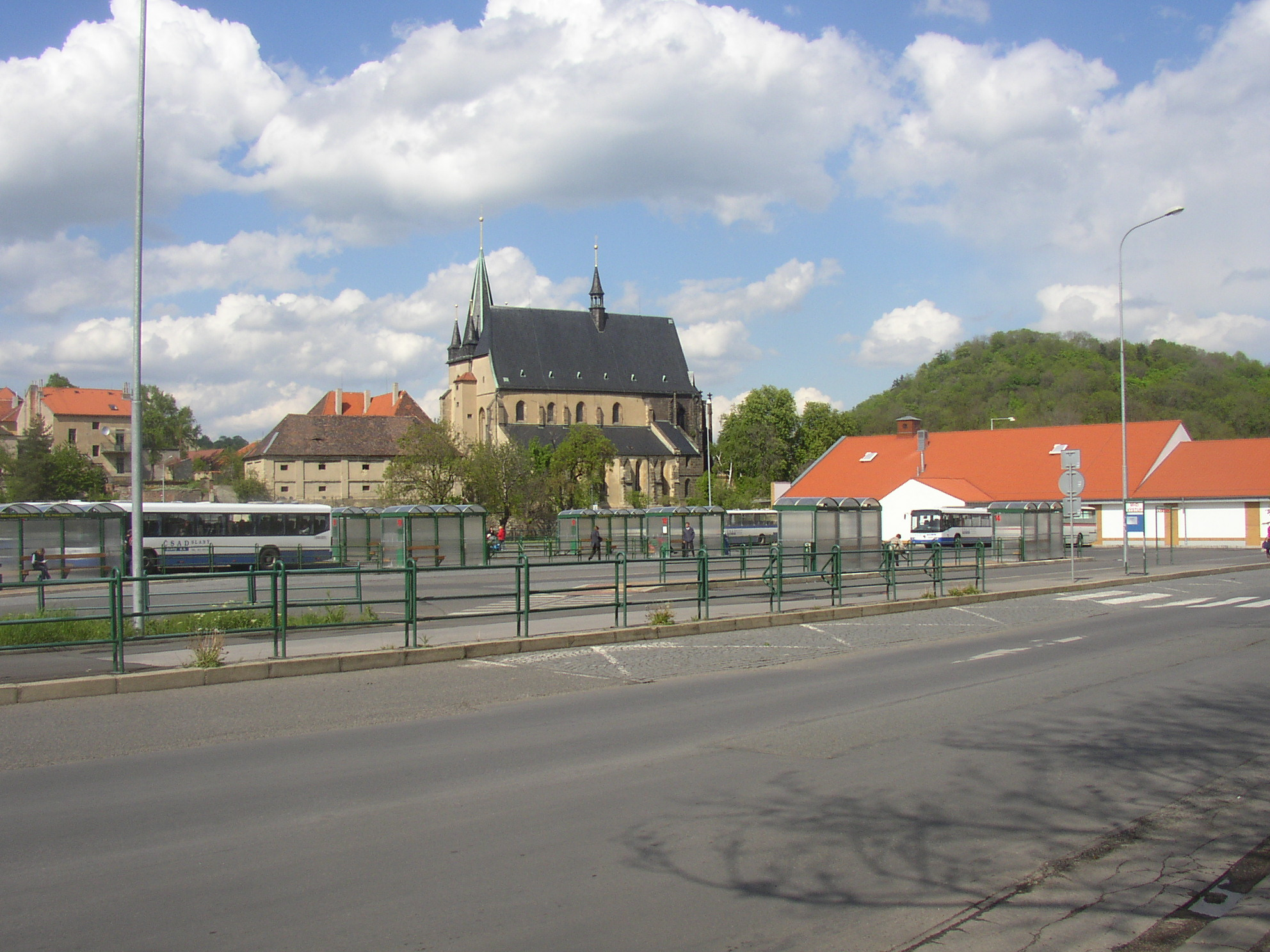
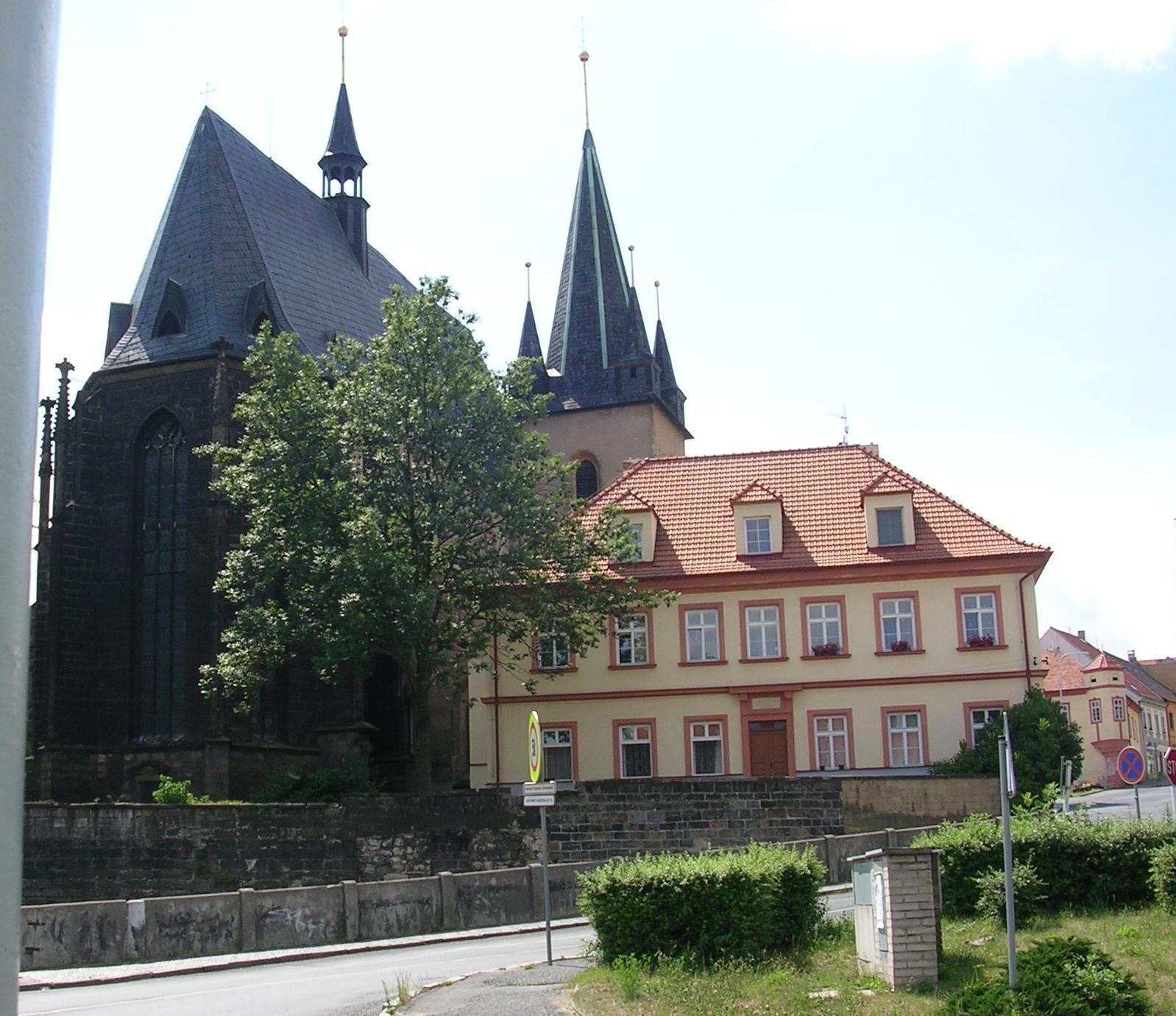
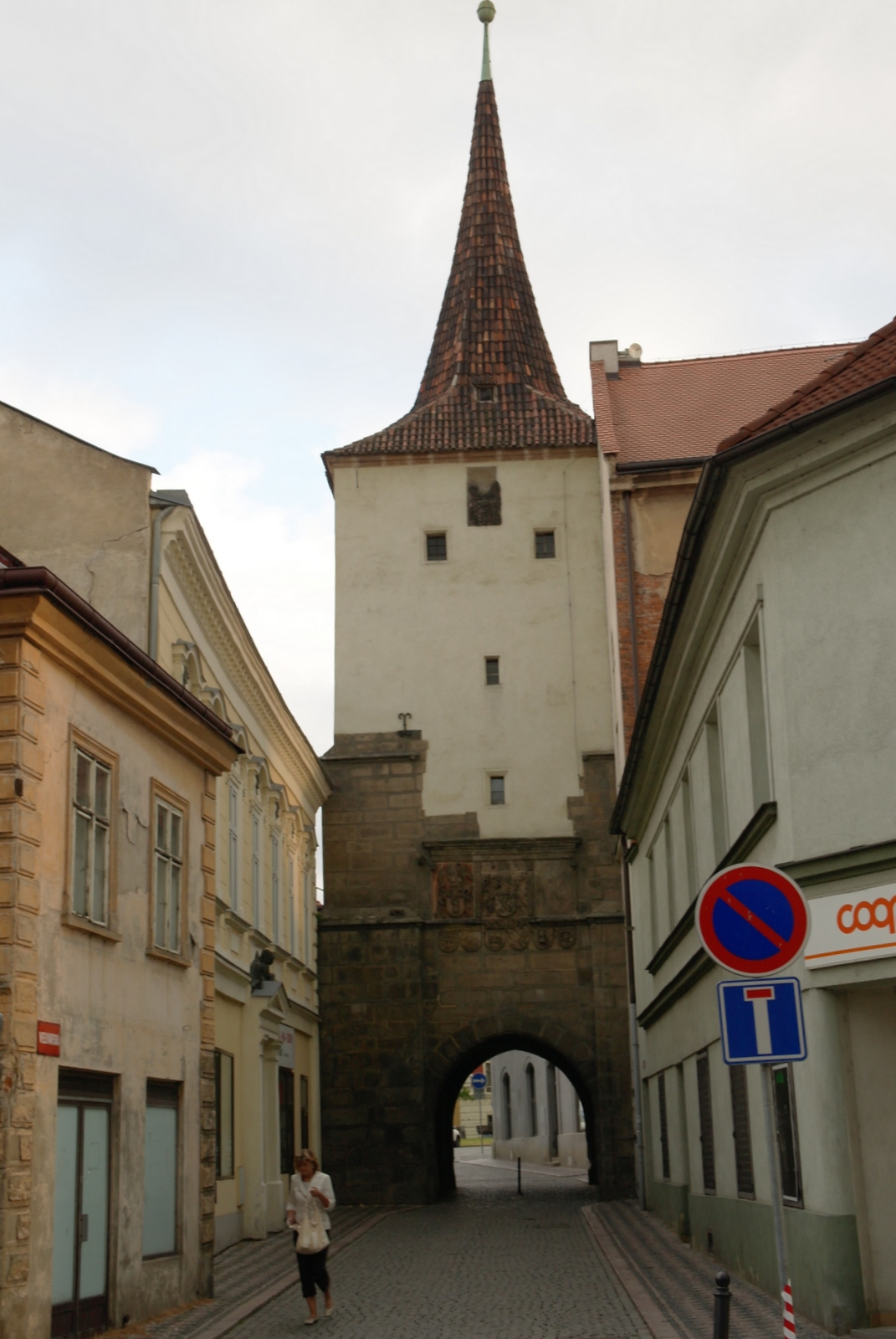

## Население
| Год  | Численность | Численность |
| ---- | ----------- | ----------- |
| 1869 | 7422        | [ 3 ]       |
| 1880 | 9835        | [ 7 ]       |
| 1890 | 11 128      | [ 7 ]       |
| 1900 | 11 589      | [ 7 ]       |
| 1910 | 12 197      | [ 7 ]       |
| 1921 | 11 926      | [ 7 ]       |
| 1930 | 12 792      | [ 7 ]       |
| 1950 | 9550        | [ 3 ]       |
| 1961 | 12 089      | [ 3 ]       |
| 1970 | 12 434      | [ 3 ]       |
| 1980 | 14 705      | [ 3 ]       |
| 1991 | 15 285      | [ 7 ]       |
| 2001 | 15 237      | [ 7 ]       |
| 2011 | 15 274      | [ 3 ]       |
| 2014 | 15 386      | [ 8 ]       |
| 2016 | 15 515      | [ 9 ]       |
| 2017 | 15 505      | [ 10 ]      |
| 2018 | 15 613      | [ 11 ]      |
| 2019 | 15 834      | [ 12 ]      |
| 2020 | 15 864      | [ 13 ]      |
| 2021 | 16 010      | [ 14 ]      |
| 2022 | 15 862      | [ 15 ]      |
| 2023 | 16 557      | [ 16 ]      |
| 2024 | 16 740      | [ 5 ]       |

## Города-побратимы
- Пегниц, Германия
- Скалица, Словакия

- Скалица, Словакия
- Пегниц (Германия)

Bolatice, Чехия